# Ahmad Chah Qadjar
Pour les articles homonymes, voir Ahmad Shah.
Ahmad Chah Qadjar (en persan : احمد شاه قاجار), né le 21 janvier 1898 à Tabriz et mort le 21 février 1930 à Neuilly-sur-Seine (France), est chah d'Iran du 16 juillet 1909 au 31 octobre 1925, le dernier de la dynastie Qadjar.

## Biographie
Fils du chah Mohammed Ali et de son épouse Malekeh Jahan Khanoum, le prince Ahmad accède au Trône du paon le 16 juillet 1909 après la destitution de son père qui avait tenté de revenir sur les restrictions constitutionnelles au pouvoir royal. Âgé de seulement 11 ans, Ahmad Chah est un dirigeant peu puissant qui doit faire face à des troubles internes et à des intrusions extérieures, particulièrement de la part des Empires russe et britannique. En 1917, la Grande-Bretagne utilise la Perse comme point de départ de son offensive visant à déstabiliser la Russie après la révolution.
Ahmad Chah est dépouillé de ses pouvoirs le 21 février 1921 par un coup d'État militaire mené par son ministre de la Guerre et commandant des forces cosaques persanes, Reza Khan (plus tard Reza Pahlavi) qui s'impose en devenant en 1923 Premier ministre.
Affaibli politiquement par la puissance montante du nouveau maître du pays, Ahmad Chah part avec sa famille en 1923 pour un « grand tour européen ». Il est formellement déposé le 31 octobre 1925 alors que Reza Pahlavi est proclamé chah de Perse par le majlès. Ainsi s'achève officiellement le règne de la dynastie Qajar sur la Perse. Il meurt d'une insuffisance rénale le 21 février 1930 à Neuilly-sur-Seine, en France. Ahmad Chah est enterré à Kerbala, en Irak.
La lignée impériale est perpétuée par son frère, l'ancien prince de la couronne Mohammad Hassan Mirza.

## Mariage et descendance
|  |

Ahmad Chah se marie à cinq reprises. Il est père de quatre enfants, tous nés de mères différentes :
- Princesse Maryamdokht Qajar, née en 1915 et morte en 2005 à Baltimore.
- Princesse Irandokht Qajar, née le 17 novembre 1915 et morte en 1984 à Téhéran.
- Princesse Homa Qajar, née en 1917 et morte en 2011.
- Prince Fereydoun Qajar, né le 22 janvier 1922 à Téhéran et mort le 24 septembre 1975 à Genève.
- Ahmad Chah a eu 12 petits-enfants portant respectivement les noms Albertini (de Maryamdokht), Faroughy (de Irandokht), Panahi (de Homa), Qajar -ou Kadjar- de Ferydoun